# Temple d'Hadrien (Éphèse)
Le temple d'Hadrien est un monument de l'ancienne ville d'Éphèse, en Asie Mineure. Il est situé dans la rue des Courètes, au sud-ouest du site archéologique. D'après l'inscription sur l'architrave, le temple a probablement été construit en 117 ou 118 apr. J.-C., en l'honneur d'Artémis d'Éphèse, de l'empereur romain Hadrien et du peuple d'Éphèse, par Publius Quintilius Valens Varius. 
Certaines parties du vestibule (pronaos) ont été détruites, peut-être par un tremblement de terre, au  IVe siècle, mais le temple a été reconstruit plus tard.

## Fouilles archéologiques
Dans les années 1950, la zone du temple d'Hadrien a été fouillée par l'Institut archéologique autrichien sous la direction de Franz Miltner. Pour rendre les ruines d'Éphèse aussi claires que possible pour les visiteurs, des rues entières ont été dégagées, parmi lesquelles la rue des Courètes. De 1957 à 1958, une reconstruction partielle (anastylose) a été réalisée à partir des nombreux éléments structurels du temple trouvés sur place, sous la direction de l'architecte viennois Karl Heinz Göschl. De 2009 à 2012, l'archéologue Ursula Quatember a mené de nouvelles recherches sur l'histoire de la construction.

## Description
Situé directement sur la rue des Courètes, l'une des grandes artères d'Éphèse, le temple d'Hadrien est partiellement intégré à l'arrière aux bains de Scholasticia, complexe thermal également construit par Publius Quintilius Valens Varius.
Concernant son plan, le temple d'Hadrien correspond à un schéma tétrastyle, c'est-à-dire prostyle à quatre colonnes. Devant la petite cella rectangulaire, dans laquelle se trouvait probablement une statue de l'empereur, se trouve un vestibule spacieux, dont la façade est structurée par deux colonnes et deux piliers à chapiteaux corinthiens, à l'origine surmontés d'un fronton triangulaire. Devant les colonnes et piliers se trouvent quatre socles de statues d'empereurs de la Première Tétrarchie : Dioclétien, Constance Chlore, Galère et Maximien. La statue de Maximien a été ensuite remplacée par une statue du père de [héodose Ier. Les deux colonnes centrales supportaient un arc syrien dont la clé de voûte est soulignée par un buste de Tyché. L'architrave est ornée d'une frise de feuilles d'acanthe et d'autres motifs végétaux.

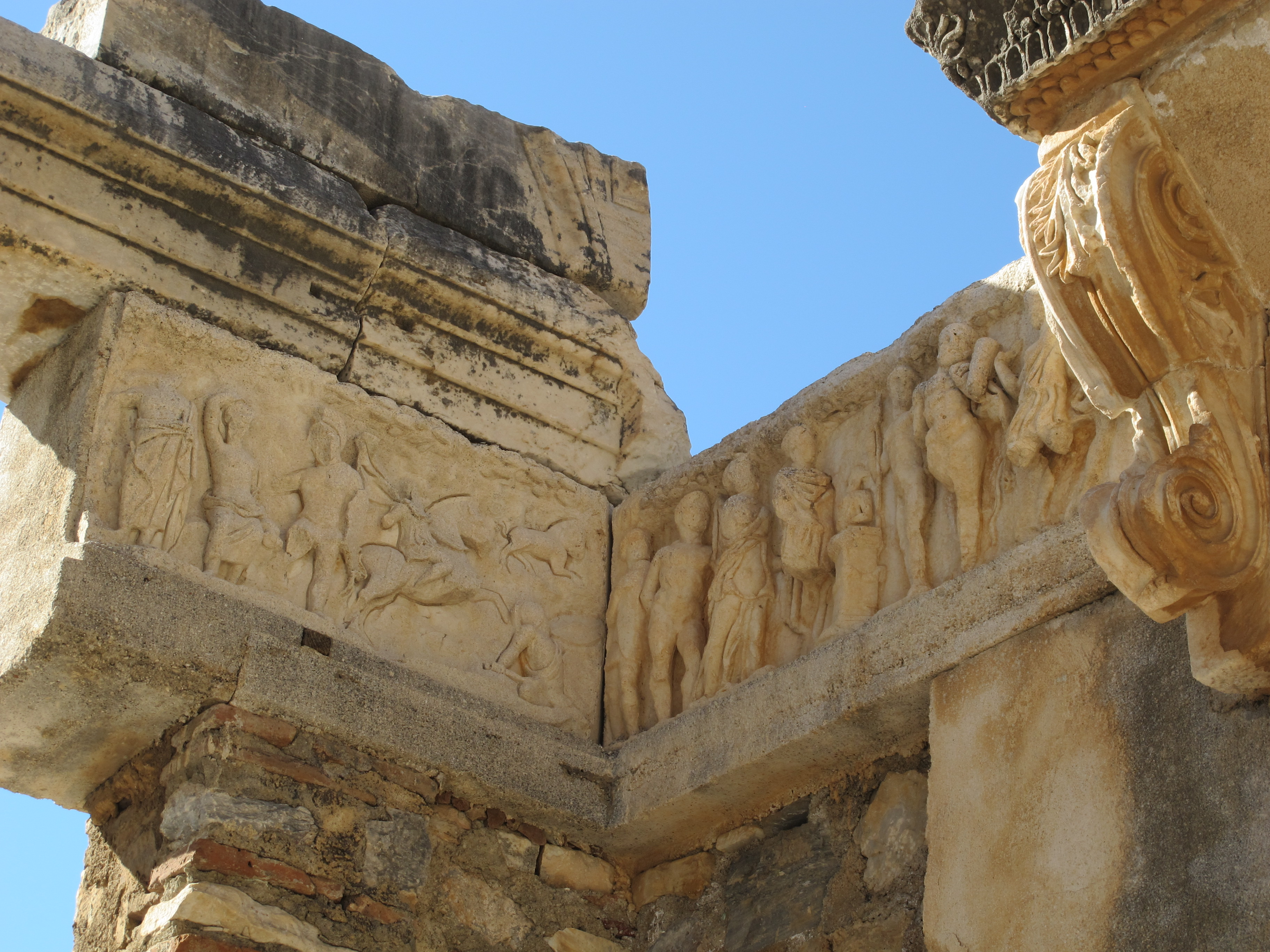
Frise du vestibule (copie, sur place).

L'intérieur du vestibule est caractérisé par une frise continue dont les éléments originaux se trouvent au musée de Selçuk. Sur le côté gauche de la frise, le mythe fondateur d'Éphèse est représenté avec Androclus chassant des sangliers, des dieux et des Amazones lors d'une fête de Dionysos. La partie droite de la frise est stylistiquement différente du reste. On pense que cela est dû à une réparation après le tremblement de terre du IVe siècle.

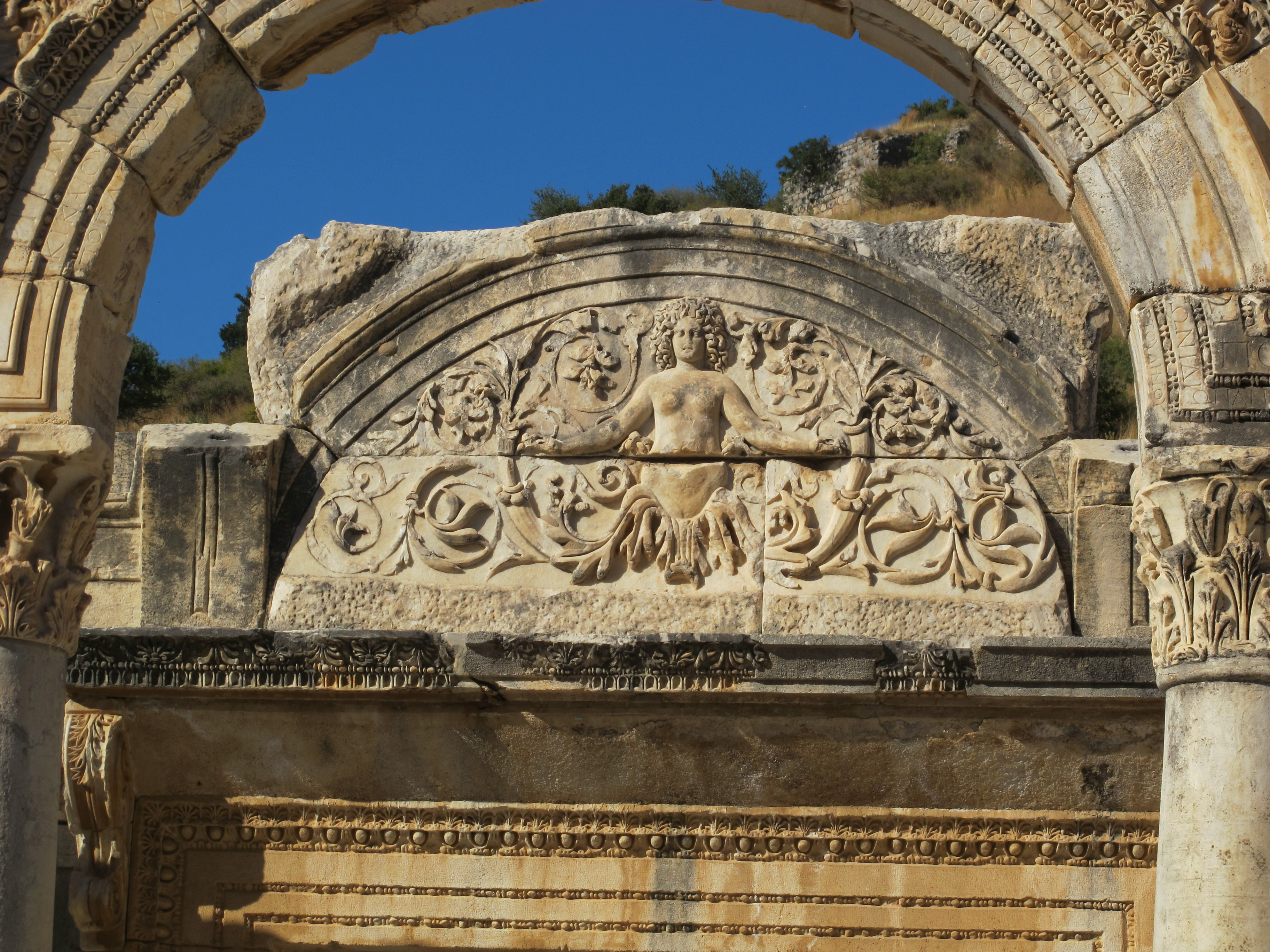
Méduse ou divinité végétale du tympan.

Le linteau de la porte d'entrée de la cella est décoré de barrettes de perles et d'œufs. Au-dessus, une représentation d'une divinité féminine à jambes végétales dans le tympan de l'arc.
Les éléments déterminants de la façade, un portail cintré, flanqué à droite et à gauche de deux entrées rectangulaires, se retrouvent dans d'autres bâtiments de cette époque, par exemple dans le Canope de la villa d'Hadrien, à Tivoli.